# Fonds-Verrettes
Fonds-Verrettes (em crioulo, Fonvèrèt ), é uma comuna do Haiti, situada no departamento do Oeste e no arrondissement de Croix-des-Bouquets. De acordo com o censo de 2003, sua população total é de 40.224 habitantes.